# 月亮井
27°00′26″N 76°36′24″E / 27.0072°N 76.6068°E
月亮井（英語：Chand Baori）又名月亮水井，是一座階梯井，位於印度拉賈斯坦邦齋浦爾附近的Abhaneri。

## 概述
Abhaneri位在印度拉賈斯坦邦，距離齋浦爾95公里。
Abhaneri最初被命名艾卜哈格瑞，意為“明亮的城市”。Abhaneri現在是廢墟，但吸引了世界各地遊客。它位於Harshat Mata寺對面，它建造於西元800年。月亮井由超過13層3,500階梯構成，延伸約30米（100英尺），是印度最深，規模最大的階梯井之一。

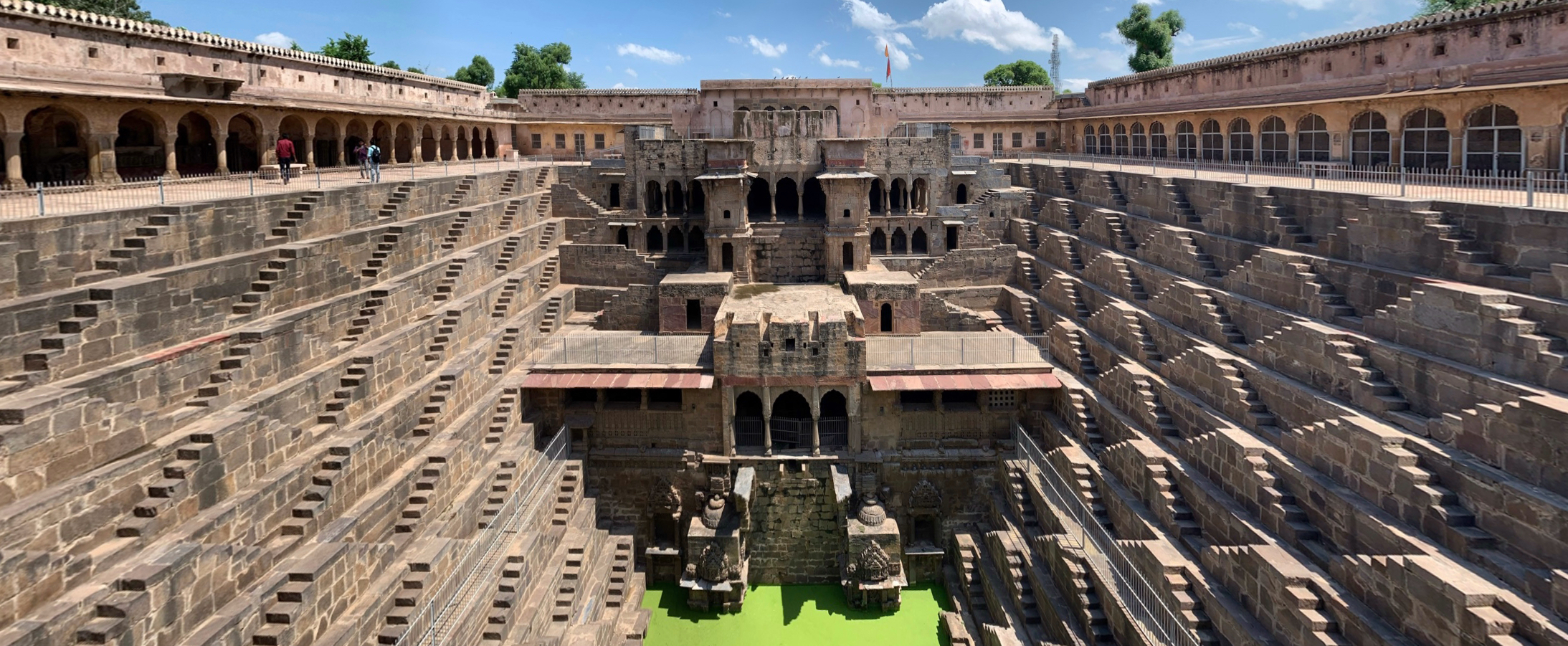
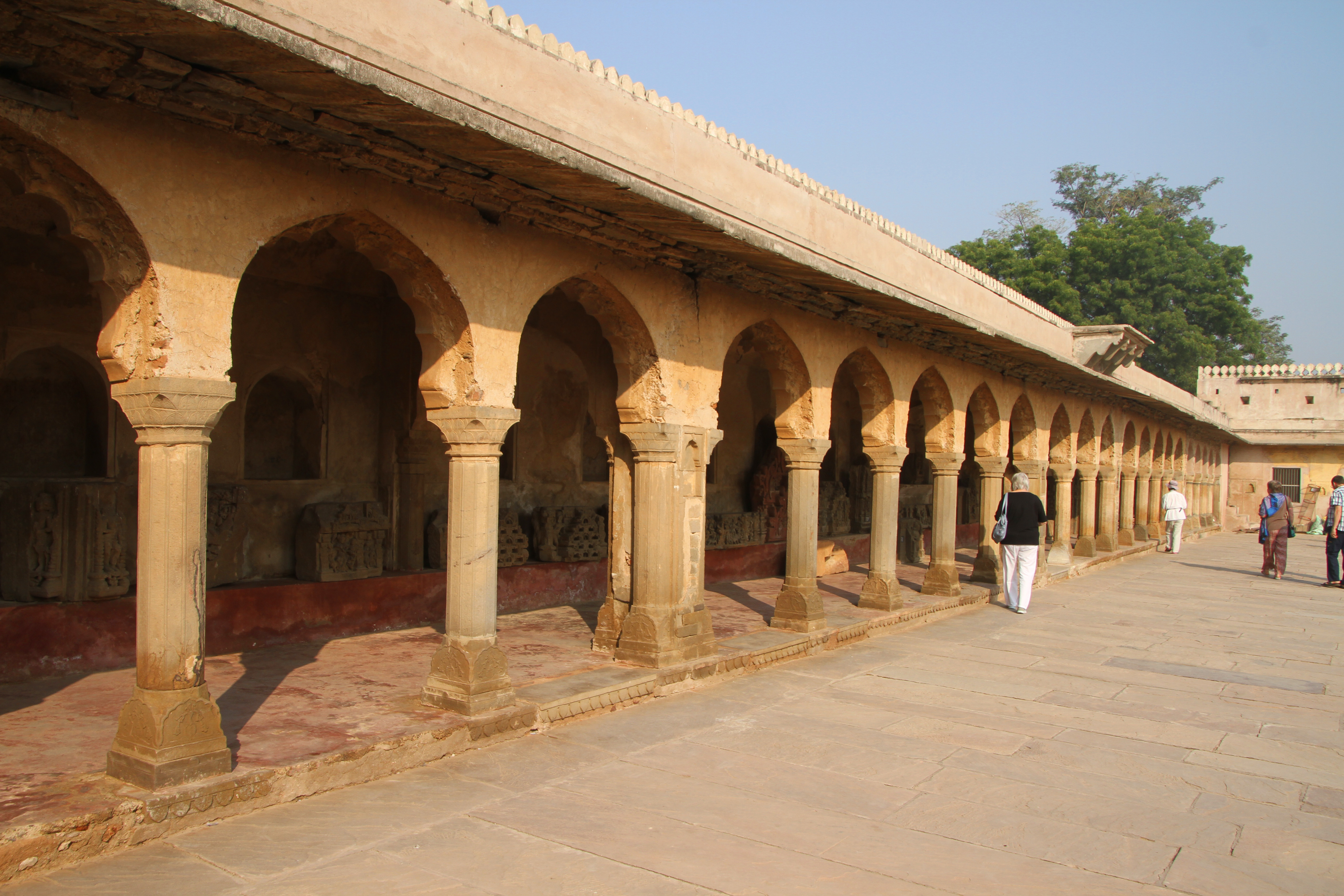
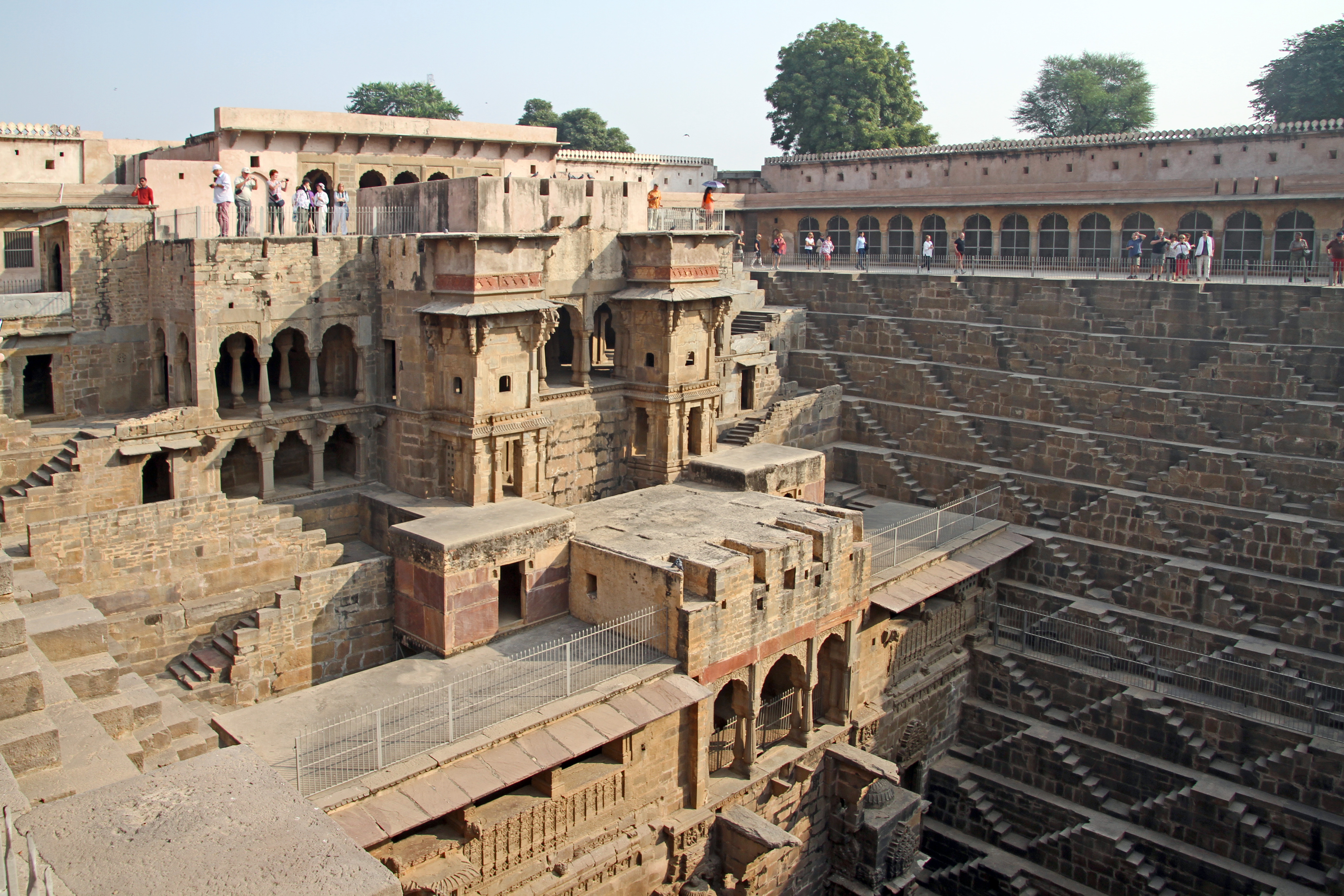
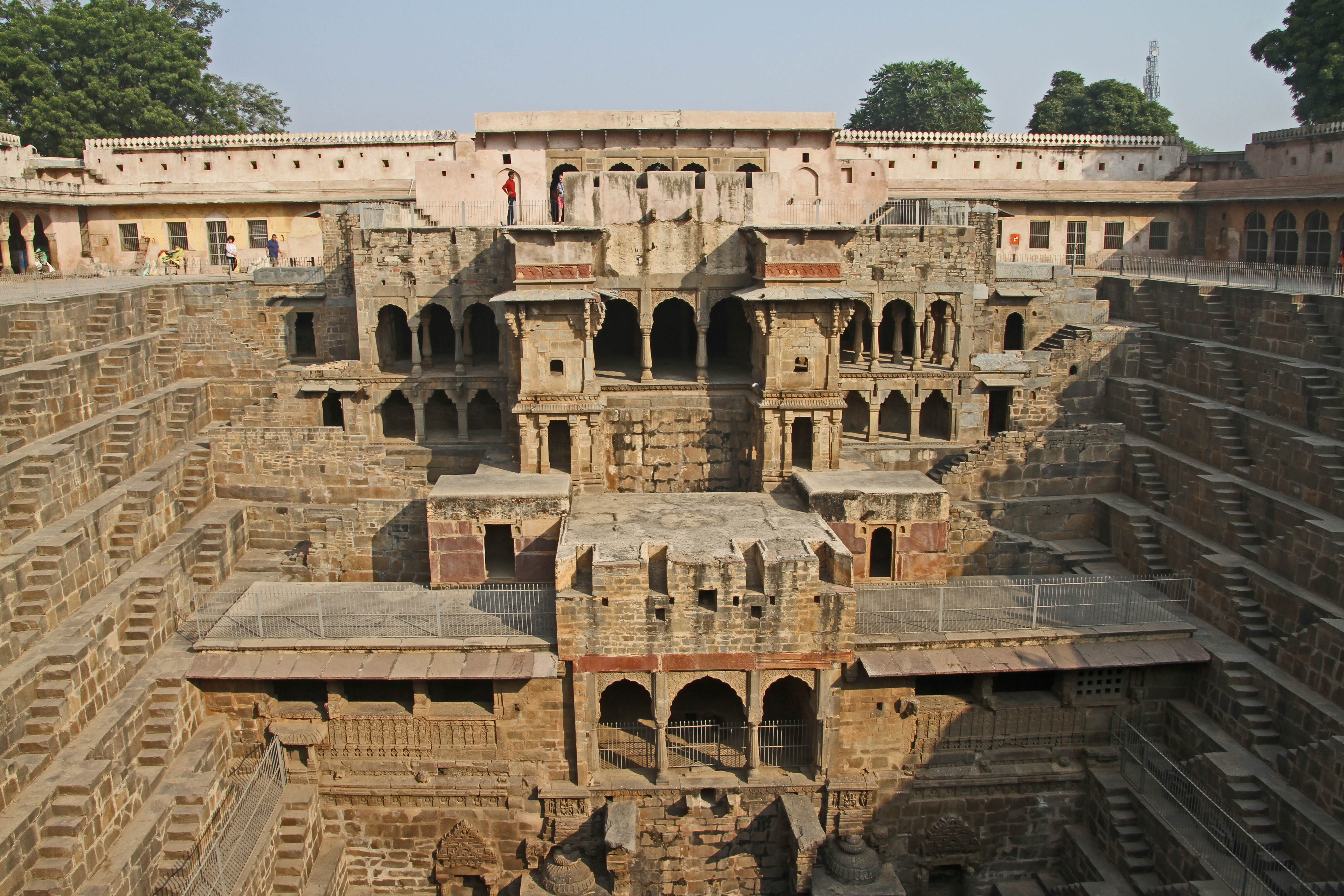
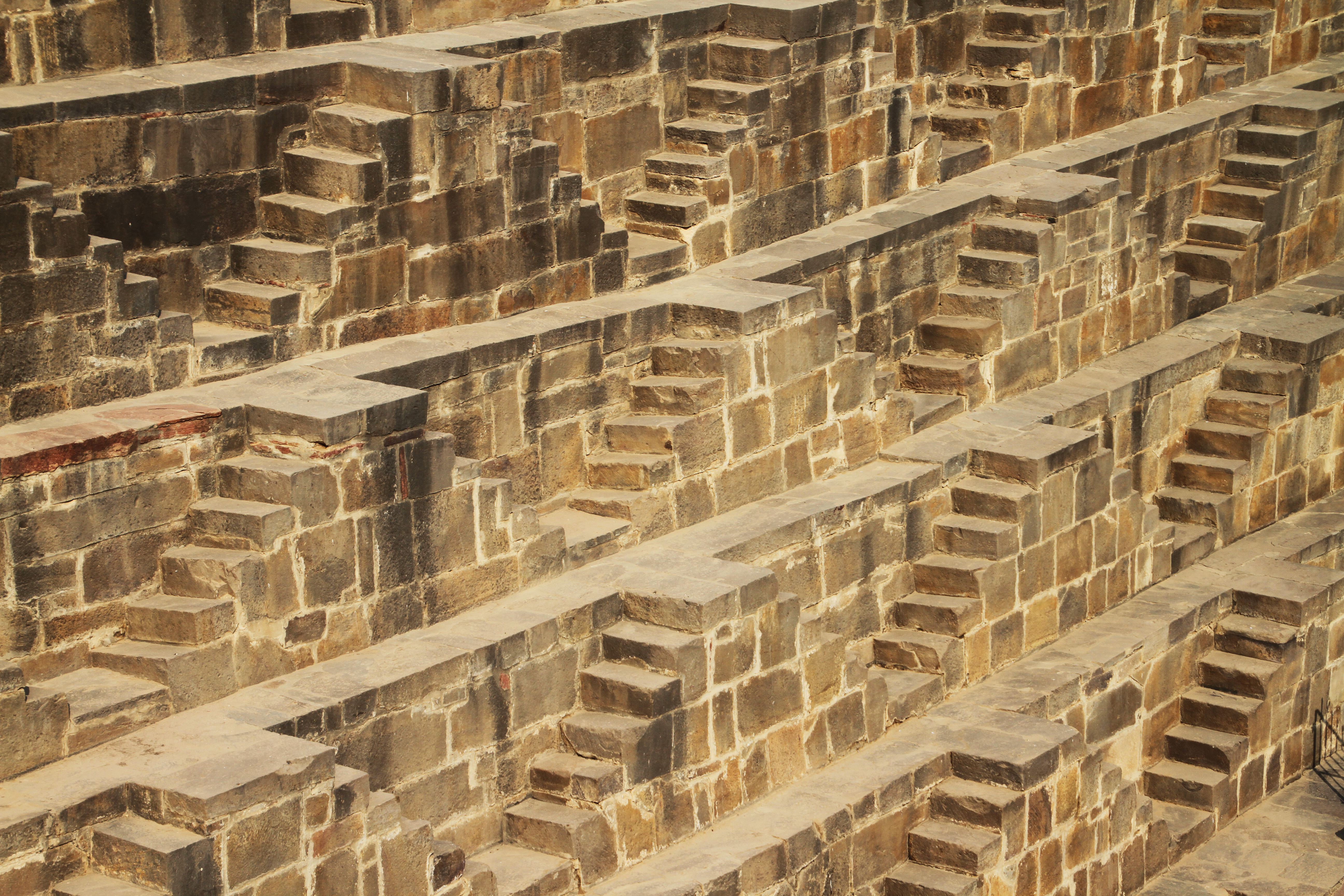
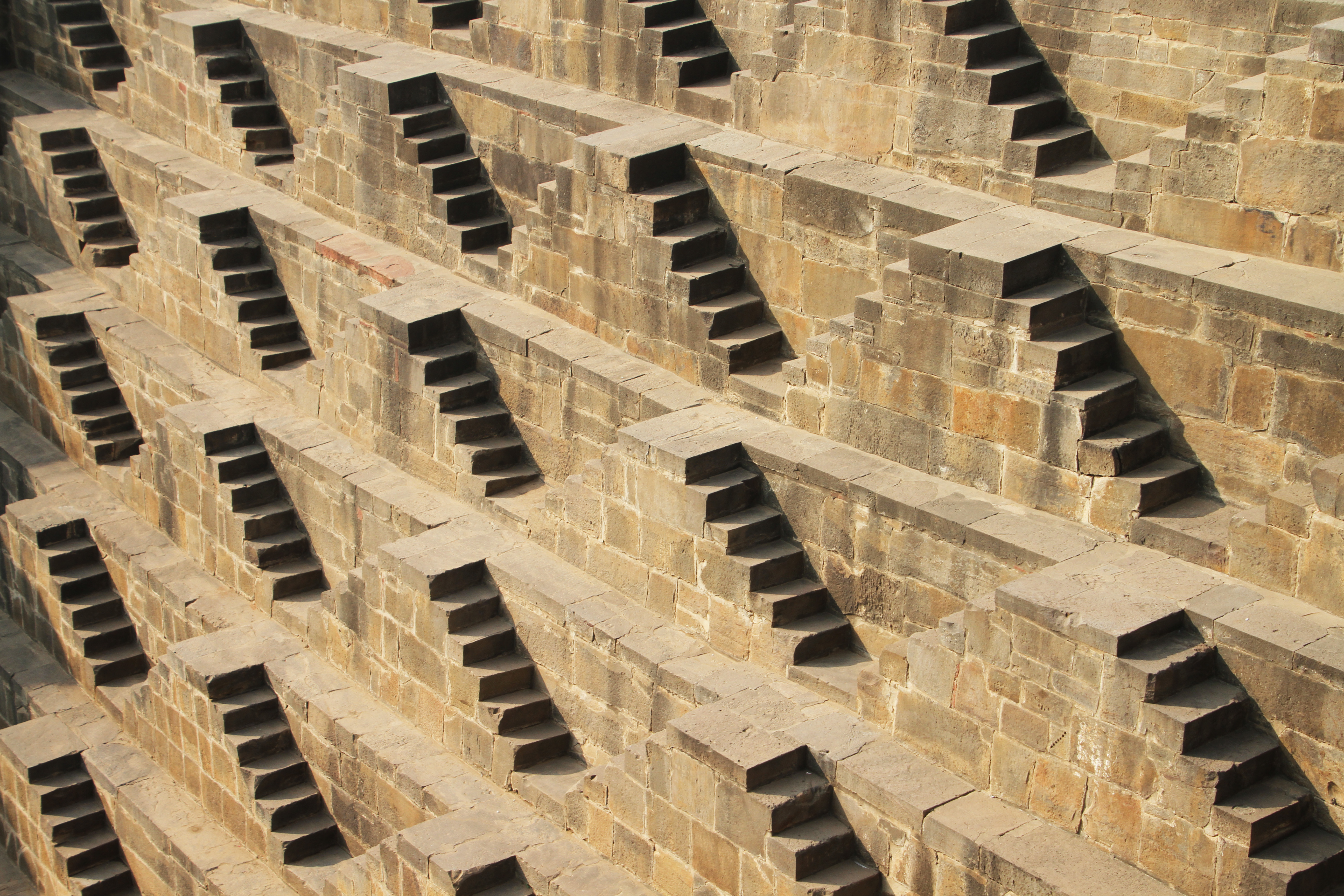
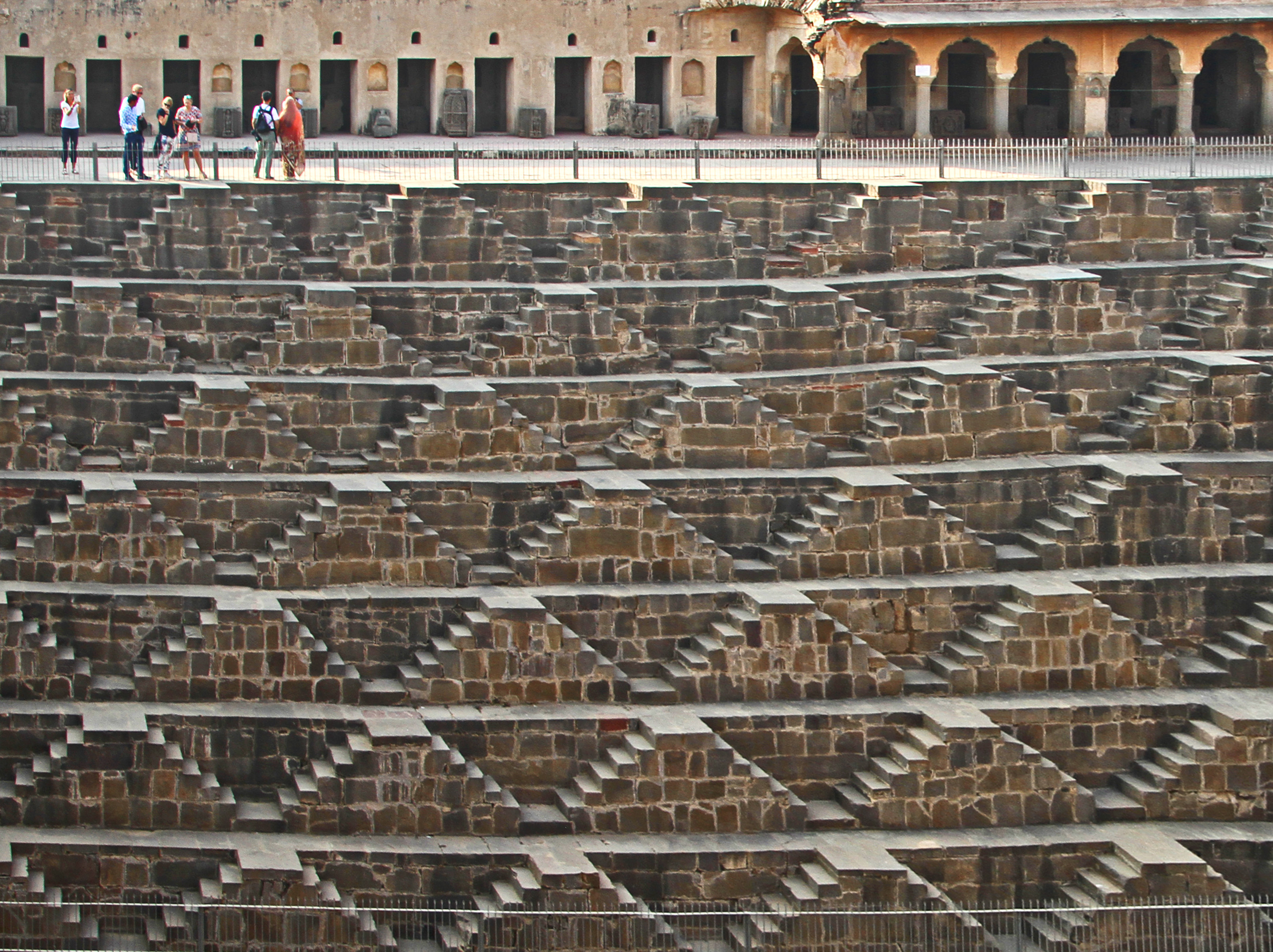

## 歷史
月亮井是拉賈斯坦邦最受觀光客歡迎的景點之一，建造於西元800年至900年之間 。